# Buchner (Familienname)
Buchner ist ein deutscher Familienname. Vgl. auch die Namensvariante Bucher (Familienname).
Zu dem ursprünglich aus Coburg stammenden Adelsgeschlecht vgl. Buchner (fränkisch-sächsische Familie).
Zu dem ursprünglich aus Nürnberg stammenden Adelsgeschlecht vgl. Buchner (Dresdner Familie).

## Herkunft und Bedeutung
Dem digitalen Familiennamenswörterbuch Deutschlands zufolge gibt es zwei Möglichkeiten der Etymologie des Namens.
So kommt der Name vom mittelhochdeutschen buoch ‘Buchenwald, Forst’ und steht für jemanden, der an einem (Buchen-)Wald wohnt.
Alternativ wurden Menschen nach dem Siedlungsnamen  Buch (sehr häufig vor allem in Baden, Württemberg und Bayern sowie in Österreich und in der Schweiz), Buchen (häufig in Bayern und Baden-Württemberg, in Österreich und in der Schweiz, historisch auch in Tschechien), Buchau (mehrfach vor allem in Bayern, historisch auch in Tschechien und Polen), Buchenau (mehrfach, vor allem in Hessen, Rheinland-Pfalz und Bayern, sowie historisch in Polen) so genannt.

## Namensträger

### A
- Abraham Buchner (1789–1869), Lehrer an der Warschauer Rabbinerschule
- Adolf Buchner (1829–1911), Präsident des Oberkonsistoriums der evangelischen Landeskirche im Großherzogtum Hessen
- Alfred Buchner (1868–1942), deutscher Kaufmann und Heimatdichter
- Alois Buchner (1783–1869), deutscher Theologe
- Andreas Buchner (Historiker) (1776–1854), deutscher Historiker und Theologe
- Andreas Buchner (Fußballspieler) (* 1985), deutscher Fußballspieler
- August Buchner (1591–1661), deutscher Lyriker
- August Buchner (Publizist) (1848–1899), deutscher Publizist
- Axel Buchner (* 1961), deutscher Psychologe

### B
- Barbara Buchner (* 1974), österreichische Wirtschaftswissenschaftlerin, Beraterin und Autorin
- Benedikt Buchner (* 1970), deutscher Rechtswissenschaftler und Hochschullehrer

### C
- Carl Buchner (1821–1918), deutscher Maler und Fotograf
- Carl Christian Buchner (Karl Christian Buchner; 1817–1886), deutscher Verlagsbuchhändler und Kunstsammler
- Charles Buchner (1842–1907), Bischof der Herrnhuter Brüdergemeine
- Christoph Buchner (* 1989), deutscher Fußballspieler

### D
- Daniel Buchner (* 1967), Schweizer Architekt
- Dennis Buchner (* 1977), deutscher Politiker
- Dorle Buchner, Schauspielerin und Pornodarstellerin

### E
- Edmund Buchner (1923–2011), deutscher Althistoriker
- Eduard Buchner (1860–1917), deutscher Chemiker
- Ernst Buchner (Mediziner) (1812–1872), deutscher Gerichtsmediziner und Geburtshelfer
- Ernst Buchner (Maler) (1886–1951), Schweizer Maler
- Ernst Buchner (Kunsthistoriker) (1892–1962), deutscher Kunsthistoriker
- Ernst Hendrik Buchner (1880–1967), niederländischer Chemiker

### F
- Franz Buchner (Politiker) (1898–1967), deutscher Politiker (NSDAP), MdR
- Franz Xaver Buchner (1872–1959), deutscher Kirchenhistoriker
- Friedrich Buchner (1839–1882), deutscher Architekt
- Fritz Buchner (1857/1858–1909), deutscher Verleger

### G
- Georg Buchner (Politiker, I), deutscher Landwirt und Politiker, MdL Bayern
- Georg Buchner (Pianist) (1836–1890), deutscher Pianist und Schriftsteller
- Georg Buchner (Maler) (1858–1914), deutscher Maler und Grafiker
- Georg Buchner (Architekt) (1890–1971), deutscher Architekt
- Georg Buchner (Politiker, 1896) (1896–nach 1948), deutscher Politiker, MdHB
- Georg Paul Buchner (1779–1833), deutscher Musiker, Maler und Drucker
- Giorgio Buchner (1914–2005), deutsch-italienischer Archäologe

### H
- Hans Buchner (Komponist) (1483–1538), deutscher Organist und Komponist
- Hans Buchner (Mediziner) (1850–1902), deutscher Hygieniker
- Hans Buchner (Maler) (1856–1941), deutscher Maler
- Hans Buchner (Verleger) (1865–1930 od. 1938), deutscher Verleger
- Hans Buchner (Politiker) (1896–1971), deutscher Politiker (NSDAP)
- Hans Buchner (General) (1901–1995), deutscher Brigadegeneral
- Hans Buchner (Zoologe) (1906–1997), deutscher Zoologe
- Hans Buchner (Chemiker) (* 1956/1957), deutscher Chemiker
- Hans-Jürgen Buchner (* 1944), deutscher Musiker und Komponist
- Heinrich Buchner (1904–2001), deutscher Fabrikant
- Herbert Buchner (* 1939), deutscher Jurist
- Hermann Buchner (1941–2007), österreichischer Dichter und Musiker

### J
- Joachim Buchner (1824–1918), deutscher Maler
- Johann Buchner (Politiker, I), österreichischer Politiker, Salzburger Landtagsabgeordneter
- Johann Buchner (Geistlicher) (1852–1910), österreichischer Geistlicher
- Johann Buchner (Politiker, 1950) (* 1950), österreichischer Politiker (FPÖ), Salzburger Landtagsabgeordneter
- Johann Andreas Buchner (1783–1852), deutscher Apotheker
- Johann Georg Buchner (1815–1857), deutscher Maler und Fotograf
- Johannes Buchner (* 1960), deutscher Molekularbiologe
- Josef Buchner (Sänger) (Gamsei; 1882–1956), deutscher Sänger, Komponist, Textdichter und Volksliedsammler
- Josef Buchner (Politiker) (* 1942), österreichischer Politiker (VGÖ)
- Josef Buchner (Nordischer Kombinierer) (* 1974), nordischer Kombinierer
- Josef Buchner (Volleyballspieler) (* 1986), österreichischer Volleyball- und Beachvolleyballspieler
- Josef Andreas Buchner (1776–1854), deutscher Historiker und Hochschullehrer
- Julia Buchner (* um 1992), österreichische Schlagersängerin

### K
- Karl Buchner (Jurist) (1800–1872), deutscher Jurist und Schriftsteller
- Karl Buchner (Architekt) (1845–1893), deutscher Architekt und Bauunternehmer
- Karl Buchner (Bildhauer), deutscher Bildhauer und Holzschnitzer
- Klaus Buchner (* 1941), deutscher Physiker und Politiker (ödp)
- Kurt Oskar Buchner (Kurt Oskar Schmidt; 1912–1994), deutscher Lyriker, Jugend- und Kinderbuchautor

### L
- Lisa Buchner (* 1989), österreichische Wingsuit-Trainerin und Keynote-Speakerin
- Lorenz Buchner (1481–1534), Hüttenmeister in Eisleben
- Ludwig Buchner (Musiker) (* 1957), deutscher Musiker und Musikpädagoge
- Ludwig Andreas Buchner (1813–1897), deutscher Arzt und Pharmakologe
- Ludwig Gottlieb Buchner (1711–1779), deutscher Bibliothekar

### M
- Max Buchner (Mediziner) (1846–1921), deutscher Arzt und Ethnograph
- Max Buchner (Chemiker) (1866–1934), deutscher Chemiker und Unternehmer
- Max Buchner (Historiker) (1881–1941), deutscher Historiker und Herausgeber
- Melchior Buchner (1695–1758), deutscher Maler und Stuckateur
- Mirl Buchner (1924–2014), deutsche Skirennläuferin
- Moritz Buchner (1491/92–1544), Leipziger Großkaufmann

### O
- Otto Buchner (Pädagoge) (Christian Ludwig Otto Buchner; 1828–1897), deutscher Gymnasiallehrer, Altertumsforscher, Historiker, Naturwissenschaftler, Chemiker, Physiker
- Otto Buchner (Mineraloge) (Christian Ludwig Otto Buchner; 1862–1943), deutscher Naturwissenschaftler und Mineraloge
- Otto Buchner (Kunsthistoriker) (1869–1903), deutscher Kunsthistoriker

### P
- Paul Buchner (Baumeister) (1531–1607), deutscher Baumeister
- Paul Buchner (Biologe) (1886–1978), deutscher Zoologe
- Paula Buchner (1900–1963), deutsche Opernsängerin
- Peter Buchner (1528–1582), Leipziger Bürgermeister
- Peter Buchner (Manager) (* 1966), deutscher Bahnmanager (S-Bahn Berlin)
- Philipp Friedrich Buchner (1614–1669), deutscher Komponist

### R
- Richard Buchner (* 1940), deutscher Lehrer und Historiker
- Robert Buchner (1928–2018), deutscher Betriebswirt und Hochschullehrer
- Rolf Buchner (1919–2001), deutscher Wirtschaftsmanager
- Rudolf Buchner (Maler) (1894–1962), österreichischer Maler
- Rudolf Buchner (Historiker) (1908–1985), deutscher Historiker

### S
- Sarah Buchner (* 1996), deutsche Jazz- und Improvisationsmusikerin
- Sepp Buchner (Künstler) (1921–2000), österreichischer Maler und Grafiker
- Sepp Buchner (* 1974), Spitzname des deutschen Nordischen Kombinierers Josef Buchner
- Stefan Buchner (* 1960), deutscher Wirtschaftsingenieur und Bereichsvorstand von Daimler Trucks und Buses

### W
- Wilhelm Buchner (1827–1900), deutscher Gymnasiallehrer und Schriftsteller
- Willi Buchner (1910–nach 1965), österreichisch-deutscher Violinist
- Wolf Buchner (1497–1566), Großkaufmann und Stadtvogt von Eisleben, siehe Wolf Bucher
- Wolfgang Buchner (* 1946), österreichischer Maler und Bildhauer